# Station Depok
Depok is een spoorwegstation in de Indonesische provincie West-Java.

## Bestemmingen
- KRL Commuter Jabodetabek (Yellow line) naar Station Jatinegara en Station Bogor
- KRL Commuter Jabodetabek (Yellow line/Depok branch) naar Station Jatinegara
- KRL Commuter Jabodetabek (Yellow line/Nambo branch) naar Station Duri en Station Nambo
- KRL Commuter Jabodetabek (Red line) naar Station Jakarta Kota en Station Bogor
- KRL Commuter Jabodetabek (Red line/Depok branch) naar Station Jakarta Kota